# マメハチドリ
マメハチドリ（豆蜂鳥、学名：Mellisuga helenae）は、ヨタカ目ハチドリ科に分類される鳥類の一種。

## 分布
キューバ（固有種）。

## 形態
全長4 - 6 cm、オスがやや小さい。体重2 gと鳥類の中で最小、最軽量。また､卵も同様に鳥類一小さく、最小で､長さ6.5 mm、重量約0.3 g。

## 生態
山地から海岸にかけての湿原の森林に生息する。
花の蜜や昆虫、クモなどを食べる。チョウやハチなど、花蜜食の昆虫と花の蜜をめぐって争うことがある。
巣づくり、抱卵、子育てはメスだけが行う。1秒間に50~80回羽ばたかせる、ホバリング（停空飛翔）ができる。ただしホバリングは激しい運動であるため栄養価の高い花の蜜を吸い、栄養を蓄える。